# 大衛·甘迪
大衛·甘迪（David Gandy，1980年2月19日—）是英國的一位男性模特。他畢業於格羅斯特郡大學，在2001年之後開始成名，代言過義大利服裝品牌杜嘉班納的眾多產品。他被英國版GQ評為最會穿衣的男人。